# Altha (geslacht)
Altha is een geslacht van vlinders uit de familie van de slakrupsvlinders (Limacodidae).

## Soorten
Deze lijst van 13 stuks is mogelijk niet compleet.
- A. adala
- A. alastor
- A. ansorgei
- A. basalis
- A. circumscripta
- A. contaminata
- A. lacteola
- A. nivea
- A. nuristana
- A. peralbida
- A. rubrifusalis
- A. rufescens
- A. subnotata